# 山田晴通
山田 晴通（やまだ はるみち、1958年〈昭和33年〉10月 - ）は、社会経済地理学やメディア論、ポピュラー音楽を専門とする日本の研究者、教育者。東京大学理学博士。松商学園短期大学商学科講師、助教授、東京経済大学コミュニケーション学部助教授、教授、学部長を歴任。日本ポピュラー音楽学会会長やウィキペディア日本語版の管理者も務めた。
東京大学新聞研究所教育部研究生課程の修了者。独立行政法人大学入試センターの教科科目第一委員会委員（地理）や文部科学省の教科用図書検定調査審議会専門委員（音楽）、World Independent Networks Japan番組審議委員、東京経済大学教職員組合委員長、東京地区私立大学教職員組合連合中央執行委員、国分寺地区労働組合協議会事務局次長、日本私立大学教職員組合連合中央執行委員も歴任した。

## 来歴

### 生い立ち・学生時代
1958年（昭和33年）、福岡県福岡市に生まれる。1977年（昭和52年）に栄光学園高等学校を卒業し、東京大学文科二類に入学。1981年（昭和56年）に東京大学教養学部教養学科を卒業し、東京大学大学院理学系研究科修士課程に進学。1982年（昭和57年）8月に地理科学学会の例会で初の学会発表を経験。1983年（昭和58年）に修士課程を修了し、同大学院博士課程（地理学専攻）へ進学する。
この間、1981年に東京大学新聞研究所教育部研究生課程へ入所し、研究生課程を1985年（昭和60年）に修了している。同年『Geography, the media & popular culture』の存在を知り、翻訳を思い立つ。広松悟と相談し、竹内啓一を担ぐことになる。1986年（昭和61年）3月に博士課程を単位取得退学。

### 松商学園短期大学時代
博士課程を単位取得退学後の1986年（昭和56年）4月、長野県松本市にある松商学園短期大学商学科の講師に着任。地域誌について地理学の立場から研究し、従来は地域コミュニケーションの観点から論じられた地域誌を経営面から分析した。一方で1987年（昭和57年）から1988年（昭和58年）にかけて一橋大学の竹内啓一研究室に出入りし、『Geography, the media & popular culture』の翻訳作業（読み合わせ）に打ち込んだ。なお、竹内がローマ日本文化会館館長を務めるために1988年10月から3年間渡欧したため、その間は山田が出版社とのやり取りに奔走したという。
1989年（昭和58年）には東京大学に博士論文『わが国におけるCATV(有線テレビジョン)の存立基盤 ―空間的展開と地域的特性』を提出し、理学博士の学位を受ける。1990年（平成2年）4月、山田は助教授に昇任。1991年（平成3年）から1995年（平成7年）にかけては、上高地自然史研究会で事務局を担当した。1992年（平成4年）、ようやく『Geography, the media & popular culture』の訳本が古今書院から『メディア空間文化論 ―メディアと大衆文化の地理学』として出版され、翌1993年（平成5年）には初版第2刷が発行された。
1989年5月には日本新聞学会の春季研究発表会を、1993年10月には経済地理学会の地域集会や日本ポピュラー音楽学会第5回大会を、1994年（平成6年）10月には日本国際地図学会の第29回地方例会の開催を、松商学園短期大学で受け入れている。また、山田はユタ日報松本研究会の設立呼びかけ人に名を連ね、1994年には『松商短大論叢』へ「北米日系新聞関係日本語文献表(第1稿)」を、『「ユタ日報」復刻版』第1巻には「概説『ユタ日報』－その歴史と意義」を寄稿した。

### 東京経済大学助教授時代
1995年（平成7年）、東京経済大学に新設されたコミュニケーション学部の助教授に就任。1996年（平成8年）には学内資金を得て、研究室内にサーバ「camp」を設けるとともに、研究室サイトの運営・公開を始める（節「研究室サイト」も参照）。2000年（平成12年）度には園田茂人や山本真鳥も参加する「社会学・文化人類学におけるフィールドワーク教育のためのマルチメディア教材の開発」に加わった。
2001年（平成13年）にはオーストラリアのマッコーリー大学現代音楽研究センターで客員研究員を務める。2002年度から3年間、山本健兒が研究代表者を務める科研費研究「グローバリゼーションとEU統合への文化的対応に関するEU主要都市比較研究」に、竹内啓一とともに研究分担者として参加。また、2004年（平成16年）11月から2006年（平成18年）12月の間、日本ポピュラー音楽学会の会長、および国際ポピュラー音楽学会（IASPM）の日本支部代表に就任している。
一方で、2004年4月から2006年3月には独立行政法人大学入試センター教科科目第一委員会委員（地理）を、2005年（平成17年）4月から2008年（平成20年）3月には文部科学省教科用図書検定調査審議会専門委員（音楽）も務めている。2006年度には、戸所隆が代表者を務める「地域調査士の創設と地理学の社会貢献に関する広報強化を目指した企画調査」の科研費研究で分担者を務める。

### 東京経済大学教授時代
2006年（平成18年）4月、同大学教授に昇進。また、東京経済大学教職員組合では執行委員・教研部長を経て執行委員長に就任し、東京地区私立大学教職員組合連合にて中央執行委員などを歴任した。なお、2010年頃には、東谷護が代表者を務め大山昌彦や安田昌弘らも参加した「ポピュラー音楽にみるローカルアイデンティティの日米比較研究」や、荒井良雄や山本健太らが参加する「デジタル時代の情報生成・流通・活用に関する地理学的研究」といった科研費で研究分担者を務めた。
国分寺地区労働組合協議会においては、2011年（平成23年）から事務局の次長を務める。また、科研費では同2011年から3年間、山田が研究代表者を務める「観光資源としてのポピュラー音楽に関する実証的研究」が採択された。加えて同年からウィキペディア日本語版の管理者にも就任している（節「ウィキペディアでの活動」も参照）。2014年（平成26年）11月には、日本私立大学教職員組合連合の中央執行委員に就任していた（2016年まで）。
2020年（令和2年）4月より2024年（令和6年）3月まで東京経済大学コミュニケーション学部の学部長。なお、科研費研究では2020年から「マス・メディアに依存しないポピュラー音楽の伝播に関する民族誌的研究」、2023年からは「日本フォークソング史再考：「名もなき人々」による文化実践を手がかりとして」のテーマで採択されている（いずれも山田が研究代表者で、研究分担者として東谷護が加わっている）。

## 人物・逸話

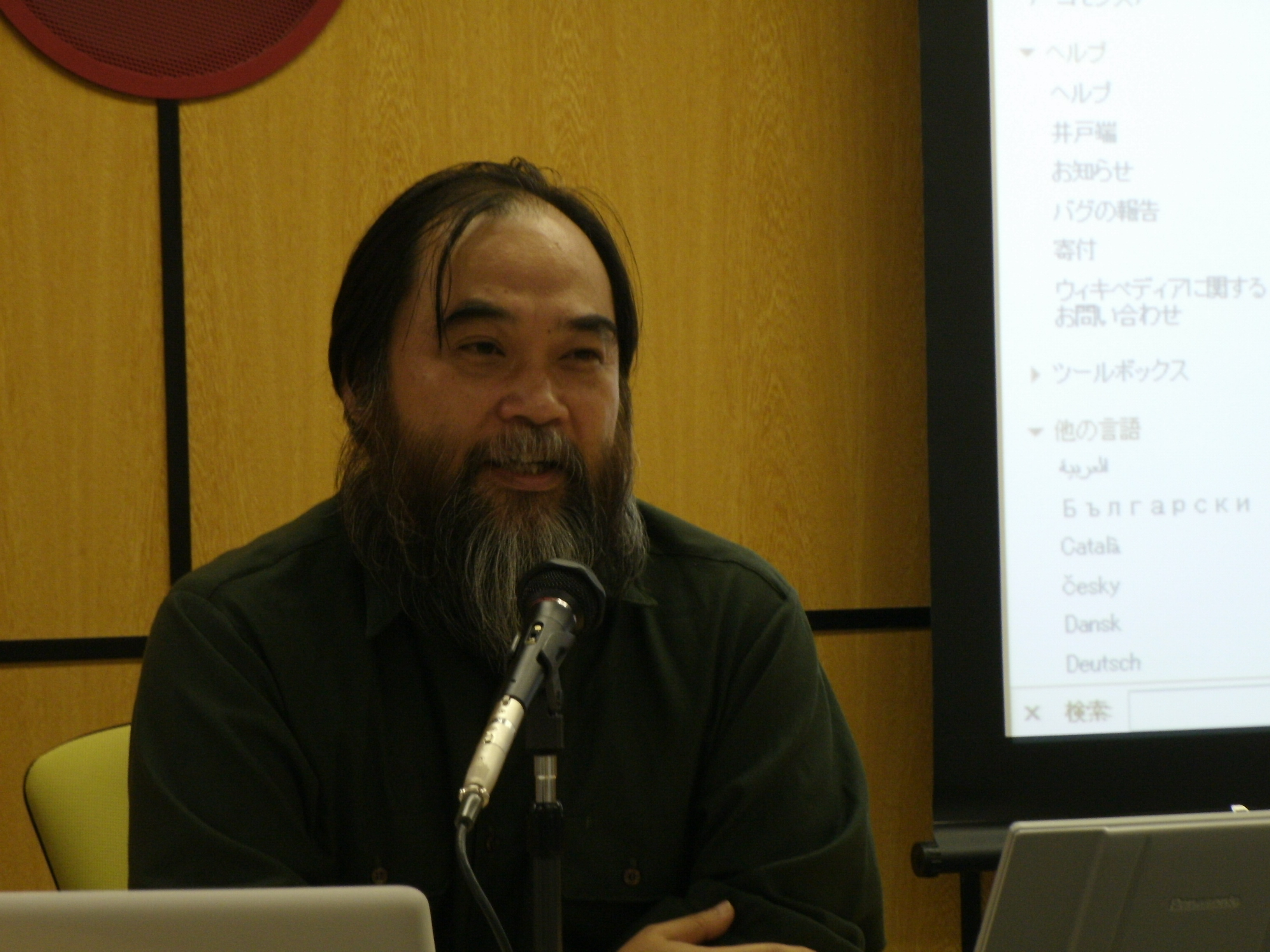
2010年11月14日、ウィキメディア・カンファレンス・ジャパンにて

### 人物
早稲田塾の対談企画に応じた際、インタビュアーから「いかにも巨漢の偉丈夫で、丸々とした顔に立派なひげを蓄えている」と評された。数年単位で研究テーマを変えるスタンスで、研究分野は社会経済地理学、メディア論、ポピュラー音楽と幅広く、バレンタインチョコについての研究もある。また、学会誌に翻訳論文を投稿しており（節「翻訳論文」も参照）、解説記事でその意義とノウハウを主張している。
父の教育方針もあり、山田はクラシック音楽を幼少期より聞いて育ったという。山田は音楽に関する講義もする一方でポピュラー音楽に関する学術論文も執筆したり マスメディアから取材を受けたりしている。インタビューでは、自身がバートン・クレーンについての論文を発表したことがきっかけで、クレーンのCDが復刻販売されたと語っている。

### インターネットの活用
山田は東京経済大学に着任した1995年の5月に、ニフティサーブを設置し、電子掲示板「れんこんネット」に参加。同年11月に学内LANが整備された後、翌1996年には「れんこんネット」のメンバーの助力もあり、自身の研究室に独自サーバを設置して公式ウェブサイトを開設する。大学のドメイン下で、サーバ名は「camp」であった。
山田の研究室サイトは多数のページで構成され、掲載情報も多岐にわたる。「北米日経新聞関係日本語文献集」や「韓国・北朝鮮の地名」といった内容に加え、授業アンケートなどの結果も「決してプラス評価でないものまで余すところなく開示」していたという。また、山田が事務局を務める学会のページも設置されていた。
なお、サーバを設置した1996年頃に「日本の大学・学部一覧」というリンク集を公開しており、これは1997年の研究紀要にCD-Roｍ付録として収録されている。また、1995年頃から大学のウェブサイト広報の研究をはじめており、1996年7月から9月には山田が管理するサーバ上に「日本の大学の基本的情報・URLを探せるサイト」を設け、各大学の教員や学生の個人サイト、図書館などの運営状況を調査。1997年に成果を研究紀要にまとめ、大学の広報活動の観点から分析を加えている。

### ウィキペディアでの活動
インターネットの投稿は実名で行っており、ウィキペディア日本語版でも同様である。2010年のウィキメディア・カンファレンス・ジャパンでは、ウィキペディアを編集する「学術経験者」として招待講演を行った。2010年12月10日から2011年5月17日の間に、翻訳記事を中心に166本の新規記事を立ち上げたという。2011年12月から管理者を務めた。2019年9月28日には山田が実行委員長となり、「大学におけるウィキペディアの利活用と課題」を東京経済大学で開催。北村紗衣や渡邊智暁らが登壇した。
山田はウィキペディアが本質的に「演説台」であり、「独自の考えを発表する場」であり、「戦場」であり、「無法地帯」といった側面を持つ可能性を指摘し、新規参加者をいじめ、礼儀を忘れ、多重アカウントを駆使し、議論を混乱させ、自説を言いつづけ、時間をかけて大量のコメントを書きつづけた者が該当の記事を支配することがあると分析した。また、ウィキペディアのいわゆる「独自研究」に励むべき専門の研究者・学者は、定説を書くことを求められるウィキペディアとは相性が悪いとの見解も示している。

## 研究・見解

### 地域メディア
地域紙を取り上げた研究として、地域紙の役割、地域紙の立地、経営面からみた地域紙の分析などの研究を行ってきた。また、『ユタ日報』など北米の日系新聞について調査し、「北米日系新聞関係日本語文献表」をまとめている。『「ユタ日報」復刻版第1巻』にも「概説『ユタ日報』－その歴史と意義」を寄稿しており、これは後の2010年に全米日系人博物館の歴史保存プロジェクトサイト『Discover Nikkei』に再録された。2017年には東京大学大学院総合文化研究科広域科学専攻において、松原宏が主査、荒井良雄が副査を務める博士論文「日本における新聞販売業の立地変容に関する地理学的研究」で学外審査委員も務めている

### ポピュラー音楽
往年の洋楽スターや名曲が日本において支持されている背景について、音楽の流行には「循環性」があるとした上で、1980年代後半になると「日本勢」にも実力派が現れ音楽シーンに変化が生じ、また80年代にはヘッドホンカセットが普及し「一人で聴く習慣」が広がった影響もあり、1990年代の洋楽は「インパクトが薄い」という印象が生じているため、「それ以前のアーティストや曲が輝き続けている」と分析している。一方「十年、二十年後にブームになるような洋楽アーティストはいるだろうか」と懸念した。
Jポップの「紋切り型」歌詞への批判について、「むしろ多くの人に支持されるフレーズだからこそ、繰り返し使われてきた」とした上で、「紋切り型が増えたように感じるのは、ネット利用の広がりで、紋切り型に対する批判が以前より可視化されやすくなったからではないか」と考察した。

### 新聞での見解
山田は中日新聞において、1992年の長野県知事選に関連して県内の「南北格差」について「物差しの当て方が難し」く「感情論になりやすい」とした上で、「それを割り引いても五輪が引き金になって格差が広がるのではないかという考えが出てくるのは当然だ」と述べた。そして「住民にとっては国の直轄事業だろうが、県単事業だろうが、民間の事業だろうが、地域に何を整備してもらえるのかが問題」なのであり、「目に見える形で、集中的に整備することが肝要」であると主張していた。
また、長野県の県政への提言として「新規事業に取り組むよりも、ここ十年ほどに手を付けた事業を見直すことが必要」とし、「ネガティブな意味ではなく、積極的にそれらの事業を再活性化させる発想も必要だろう」とも述べている。加えて1993年開催の「松本城400年まつり」について、山田は「自然を見せるノリがあったのは良かったが、全体的には映像偏重で、過去の博覧会とあまり変わりばえはしなかった」とコメントしている。
2006年には産経新聞において、投資用ワンルームマンションの業者による悪質な勧誘の問題に関連して、「公務員や教員は、金融機関の融資可能残高が多い」ため勧誘の対象になりやすいとコメントしている。なお山田は業者からの勧誘電話に関する情報を自身のウェブサイトにて公開しているという。
2008年には新潟県の十日町地域で五つの地域紙が存在することに関連して、「山間部や盆地では外部からの情報が入りにくかったために、地域紙が強い影響力を持つケースが多い」と朝日新聞でコメントした。

## 履歴

### 略歴
- 1958年 - 福岡県福岡市にて誕生（10月生まれ）[1][2]
- 1977年 - 栄光学園高等学校卒業[1]
- 1981年 - 東京大学教養学部教養学科卒業[1][2]
- 1983年 - 東京大学大学院理学系研究科修士課程修了[1]
- 1985年 - 東京大学新聞研究所教育部研究生課程修了[1]
- 1986年 - 東京大学大学院理学系研究科博士課程単位取得退学（地理学専攻）[1][2]
- 1986年 - 松商学園短期大学商学科講師[1][2]
- 1990年 - 松商学園短期大学商学科助教授[1][2]
- 1995年 - 東京経済大学コミュニケーション学部助教授[1][2]
- 2001年 - マッコーリー大学現代音楽研究センター客員研究員（ - 2002年）[1][2]
- 2006年 - 東京経済大学コミュニケーション学部教授[1][2]
  - 2020年 - 東京経済大学コミュニケーション学部・学部長（ - 2024年）[29]

### 社会的活動
- 1995年 - 東京経済大学教職員組合執行委員（ - 1997年）[1]
- 1995年 - 東京経済大学教職員組合教研部部長（ - 1997年）[1]
- 1997年 - 東京地区私立大学教職員組合連合中央執行委員（ - 2000年）[1]
- 2002年 - 東京地区私立大学教職員組合連合中央執行委員（ - 2004年）[1]
- 2004年 - 独立行政法人大学入試センター教科科目第一委員会委員（地理）（ - 2006年）[1]
- 2005年 - 文部科学省教科用図書検定調査審議会専門委員（音楽）（ - 2008年）[1]
- 2010年 - 東京経済大学教職員組合執行委員長（ - 2016年）[1]
- 2011年 - 国分寺地区労働組合協議会事務局次長（ - 2012年）[1]
- 2014年 - 日本私立大学教職員組合連合中央執行委員（ - 2016年）[1]

## 主な著作・翻訳

### 学位論文
- 『わが国におけるCATV(有線テレビジョン)の存立基盤 ―空間的展開と地域的特性』東京大学博士学位論文（甲第7958号）、1989年3月。NAID 500000061401[3]

### 著書
（分担執筆）
- 「概説『ユタ日報』－その歴史と意義」『「ユタ日報」復刻版 第1巻』猿谷要 監修、「ユタ日報」復刻松本市民委員会 編、1994年、431-435頁、NCID BN12381155[19]。
- 「フィクションとしての都市」『フィクションとしての社会 ― 社会学の再構成』磯部卓三、片桐雅隆 編、世界思想社、1996年、ISBN 4790706257[20]。
- 「ドラマ作りの村 ー長野県山形村」『表現する市民たち ―地域からの映像発信』児島和人・宮崎寿子 編著、日本放送協会、1998年、ISBN 4140018410[20]。
- 「ポピュラー音楽の複雑性」『ポピュラー音楽へのまなざし ―売る・読む・楽しむ』勁草書房、東谷護編著、2003年、ISBN 4326652802[45]。
- 「脱・地名の歌詞世界の中で」『東京スタディーズ』、吉見俊哉・若林幹夫編著、紀伊国屋書店、2005年、ISBN 4314009799[46][47]。
- 「第7章 音楽を展示する空間の持続可能性 ― 日米のポピュラー音楽系博物館等の事例から」東谷護 編『ポピュラー音楽再考 グローバルからローカルアイデンティティへ』せりか書房、2020年、ISBN 9784796703857、201-230頁。

（翻訳）
- ジャクリン・バージェス、ジョン・R・ゴールド編著、竹内啓一監訳、山田晴通、小川葉子、竹内啓一、原田ひとみ、広松悟 訳『メディア空間文化論 ―メディアと大衆文化の地理学』古今書院、1992年、ISBN 4772214380[注 3]。

### 翻訳論文
研究紀要に掲載されたものも含む。
- ピーター・J・テイラー筆、山田晴通訳「イングランド人とそのイングランドらしさ ―『不思議なくらい謎めき、捉えどころがない、ほとんど理解不能な人々』」『地理科学』第47巻4号、1992年10月、197-220頁。
- スクワイア シーラ・J 著、山田晴通 訳「田舎を価値づける ―ビアトリクス・ポターゆかりの観光に関する考察」『地理科学』第48巻第4号、1993年、269-275頁。
- パーヴェル・イリーイン筆、山田晴通訳「偉人にちなんだ（旧）ソビエト諸都市の改称 ―地名についての歴史的展望」『地図』第33巻2号、1995年6月、13-41頁。
- マーシャル D.C.、ベイカー R.G.V.、山田 晴通 訳「クラブ,スペード,ダイヤ,恵まれない立場 ―メルボルンにおける電子ゲーム機［ポーカー賭博機］の地理」『地理科学』第57巻第2号、2002年4月、120-137頁、NAID 110002960864。
- Peterson Richard、川島漸 訳、山田晴通 訳「なぜ、1955年だったのか? ―ロック音楽の出現を解き明かす」『東京経済大学人文自然科学論集』第122号、2006年、135-176頁、NAID 40015259659。
- Crane Burton、平島高文 訳、山田晴通 訳「日本,ハリウッドへ向かう ―1930年代半ばの日本の映画事情」『コミュニケーション科学』第24号、2006年、229-236頁、NAID 40007306422
- 山田晴通 翻訳「翻訳 『ミス・ヘレン・ポッター アメリカで最も偉大な朗読者,なりきり芸人』ヘレン・ポッターの公演宣伝パンフレット(1885年)」『東京経済大学 人文自然科学論集』第143号、2018年、125-142頁、NAID 120006544094。

### 学会誌・論文誌
（地理学・地域メディア）
- 「宮城県石巻市における地域紙興亡略史 ―地域紙の役割変化を中心に」、『新聞学評論』第33号、日本新聞学会、1984年6月、215-229頁。
- 「東北地方における日刊地域紙の立地」『東北地理』、第37巻2号、東北地理学会、1985年、95-111頁。
- 「―東北地方における二つの事例」、『新地理』第33巻第1号、1985年、30-41頁。
- 「地理学におけるメディア研究の現段階 ―『情報の地理学』構築のために」、『地理学評論. Ser.A』第59巻2号、1986年2月、67-84頁。
- 「JCTVの事業展開と経営的成功の背景」『新聞学評論』、第38号、1989年4月、138-151、271-272頁。
- 「(現代マス・コミュニケーション理論のキーワード 地域」、『マス・コミュニケーション研究』第50号、1997年1月、16-23、237頁。
- 「オーストラリアの地方都市アーミデールにおけるコミュニティ放送とナローキャスティング」、『地理学評論』第78巻第9号、2005年、545-559頁。
- 「行政の広域化と地域情報化の課題」、『地理科学』第68巻第3号、2013年7月、143-152頁。
- 「書評：堤純著『変貌する現代オーストラリアの都市社会』」『オーストラリア研究』第32巻、2019年、154-156頁。

（音楽関連）
- 「（書評論文）三井徹監修『ポピュラー音楽とアカデミズム』音楽之友社、2005年」、『ポピュラー音楽研究』第9号、2005年、29-35頁。
- 「地名の使用にみる音楽のローカルアイデンティティの諸相 ―ポピュラー音楽における事例を中心に」、『成城大学共通教育論集』第5号、2012年、93-106頁、NAID 110009783332。
- 「「クラシック・ロック」考」『パラゴーネ』第5号、2018年3月、11-24頁[注 13]。
- 「1960年代の中津川労音における公演者 ― 地方小規模労音の夢と現実 ―」『パラゴーネ』第8号、2021年3月、16-33頁。

（その他）
- 「論文翻訳ノススメ」『地理科学』第50巻1号、1995年7月、65頁。
- 「インターネット時代の社会関係」『Finansurance』第12巻第2号（通巻第46号）、2003年、ISSN 09190163。
- 「サイゼリヤの絵画をめぐるバズ」『パラゴーネ』第7号、2020年、109-128頁[注 14]。

## 主な研究紀要
機関リポジトリやJ-STAGEで閲覧できるものを掲載。ただし、翻訳については節「翻訳論文」を参照。

### 『青山スタンダード論集』
- 「ポピュラー音楽としての「フォーク」概念の複雑性を教える ―「音楽史A」における授業構成」、第11号、2016年1月、127-140頁。
- 「― 「音楽史A」における授業構成 ―」、第12号、2017年1月、53-66頁。
- 「ジャズのルーツを教える ― 「音楽史A」における授業構成 ―」、第14号、2019年1月、135-148頁。

### 『東京経大学会誌（経営学）』
- 「多メディア・多チャンネル時代における日本の地方民放テレビ局の動向 ― 研究ノート」、『東京経大学会誌（経営学）』第208号、1998年3月、113-124頁、NAID 120005428991。
- 「新潟県上越市における地域メディアの競合・共生関係 ― 研究ノート」『東京経大学会誌（経営学）』第306号、2020年2月、331-342頁、NAID 120006802066。

### 『コミュニケーション科学』
（地理学・地域メディア）
- 「「地域のコミュニケーション」という視点」、第3号、1995年6月、53-64頁、NAID 120005527430。
- 「地域の情報化から,地域の再構成へ」、第15号、2001年、71-83頁、NAID 120005424402。
- 「佐賀県唐津市における地域紙興亡略史--明治後期(1890年代)から『唐津新聞』廃刊(2008年)まで」、第29号、2009年3月、143-169頁、NAID 110007096064。
- 「平成の大合併と地域メディアをめぐる動向」、第36号、2012年、3-30頁、NAID 120005281822。
- 「1980年-2005年の北海道における日刊新聞市場の変動」、第33号、2011年2月、115-148頁、NAID 110008585929。
- 「地域文化の観光資源化に関する政策提言のための理論的枠組」、第40号、2014年、43-57頁、NAID 120005521299。
- 「沖縄市におけるコミュニティ放送の沿革と現状」、第41号、2015年、187-206頁、NAID 120005574466。
- 「類例の少ない組織形態(株式会社,NPO法人以外)の事業者が運営するコミュニティ放送の実態と背景」、第44号、2016年、3-26頁、NAID 120005860548。
- 「地方自治体の防災情報提供媒体としてのコミュニティ放送」、第46号、2017年、49-64頁、NAID 120006361123。
- 「ケーブルテレビ事業者によるコミュニティ放送事業の兼営」、第47号、2018年、55-80頁、NAID 120006408689[注 15]。
- 「愛媛県八幡浜市における日刊地域紙の生業的経営」、第48号、2018年、3-20頁、NAID 120006535489。
- 「群馬県高崎市における日帰り型市民農園の利用者の意識」『コミュニケーション科学』第50号、2019年、31-62頁、NAID 120006765062、高木恵との共著。

（音楽関連）
- 「バートンクレーン覚書」、第17号、2002年11月、191-227頁、NAID 120005539936。
- 「バートン・クレーン補遺(1)生い立ち,最初の日本滞在(1926-1936),帰国から日米開戦前まで」、第28号、2008年12月、119-140頁、NAID 110007041014。
- 「新聞記事データベースにみる音楽ジャンル名としての「フォーク」概念の定着過程」、第32号、2010年10月、157-190頁、NAID 110008434633。

（その他）
- 「ホームページを利用した日本の大学の広告活動の概況」、第5号、1997年2月、107-117頁、NAID 120005527442。
- 「・ 学部一覧［CD-ROM版］について」、第7号、1997年、83-85頁、NAID 120005527443。
- 「個人研究室で管理するインターネットサーバの運用とサイトの構築 ―文系の視点で語る camp.ff.tku.ac.jp の実践」、第8号、1998年2月、115-128頁、NAID 120005531778。

### 『東京経済大学 人文自然科学論集』
- 「昭和初期の長野県松本市における小規模日刊紙 ―紙面からみた「朦朧新聞」の実態」、第107号、1999年1月、13-36頁、NAID 120005556932。
- 「英国ミルトン・キーンズ市の地域計画(ローカル・プラン)策定作業」、第113号、2002年1月、69-85頁、NAID 120005424405。
- 「英国バーミンガム市の都市経営に見る「欧州」と「文化」 ―『バーミンガムのルネッサンス(再生)』(2003年)を読む」、第121号、2006年2月、23-46頁、NAID 110006610397。
- 「19世紀末英国のトルストイ的アナキズムの実践地「ホワイトウェイ・コロニー(Whiteway Colony)」の歴史と現在の景観」、第128号、2009年11月、3-33頁、NAID 110007536125。
- 「英国テルフォード・ニュータウン地域における「第二のボーンヴィル」,ライトムア・ヴィレッジ(Lightmoor Village)の建設」、第136号、2015年3月、17-44頁、NAID 120005574468。
- 「英国バーミンガム郊外ボーンヴィル・エステートにおける近年(2010年前後)の住宅地開発の事例」、第138号、2016年2月、99-124頁、NAID 120005709156。
- 「日本におけるコミュニティ放送局普及過程の図解の試み」第140号、2017年、101-114頁、NAID 120005978072、吉田達との共著。

（音楽）
- 「米国のポピュラー音楽系博物館等展示施設にみるローカルアイデンティティの表出とその正統性」、第130号、2011年2月、155-187頁、NAID 110008585903。
- 「規模と立地からみた米国のポピュラー音楽系博物館等展示施設の諸類型」、第132号、2012年、27-54頁、NAID 120005281550。
- 「19世紀末英国の企業主導型模範村落ボーンヴィル(Bournville)の歴史と現在の景観(上)」、第133号、2012年12月、9-30頁、NAID 120005281827。
- 「立地からみた日本のポピュラー音楽系博物館等展示施設の諸類型」、第134号、2013年、3-23頁、NAID 120005281854。

（その他）
- 「「バレンタイン・チョコレート」はどこからきたのか(1)」、第124号、2007年、41-56頁。NAID 110006611530。
- 「ウィキペディアとアカデミズムの間」、第131号、2011年、57-75頁、NAID 120005281547。